# Piotr Cieśla
Piotr Józef Cieśla (Gdańsk, 16 de janeiro de 1955) é um ex-handebolista profissional polaco, medalhista olímpico.
Piotr Cieśla fez parte do elenco medalhista de bronze das Olimpíadas de Montreal, em 1976. Ele jogou cinco partidas anotando um gol.